# 女神異聞錄4 通宵熱舞
《女神異聞錄4 通宵熱舞》，簡稱「P4D」，是Atlus在PlayStation Vita平台開發並發行的音樂節奏遊戲，《女神異聞錄4》的衍生作品。日版於2015年6月25日在日本地區發售；中文版和韓語版於2015年12月24日在臺灣、香港和南韓發售。遊戲在PlayStation 4平台未单独發售，而是作为《女神异闻录3 月夜热舞》和《女神异闻录5 星夜热舞》限定版合集的赠品发行。

## 故事簡介

### 故事劇情
事件解决后的夏天。回到都市的久慈川理世重新开始了偶像活动，每天都过得很忙碌。最近，都市流行着一种奇妙的都市传说，“只要打开午夜0点在某个网站上播放的奇妙动画，就会被带到“对面”，再也不会醒来”。
以某个契机被带到了“对面”的理世，知道了那个世界被称为“深夜舞台”，与理世同经纪公司的师妹偶像真下加奈美所属的组合“加奈奈厨房”的成员被囚禁于此。向鸣上等“特别搜查搜查队”的伙伴发出SOS，挑战救出加奈。

## 外部連結
- 官方網站：日文